# Wormaldia yunotakiensis
Wormaldia yunotakiensis är en nattsländeart som beskrevs av Kobayashi 1980. Wormaldia yunotakiensis ingår i släktet Wormaldia och familjen stengömmenattsländor. Inga underarter finns listade i Catalogue of Life.